# Aciagrion macrootithenae
Aciagrion macrootithenae е вид водно конче от семейство Coenagrionidae.

## Разпространение
Видът е разпространен в Ангола и Замбия.